# 第4潜水戦隊 (アメリカ海軍)
第4潜水戦隊（英称：Submarine Squadron 4）は、大西洋艦隊潜水艦部隊隷下の潜水艦部隊の一つ。コネチカット州ニューロンドン海軍潜水艦基地に配備されている。

## 沿革
第4潜水戦隊は、1930年にハワイ州パールハーバー海軍基地で編成された。1942年12月に勃発した太平洋戦争に参加し、1945年8月からは大西洋艦隊に隷属換えとなり、母港もフロリダ州キーウェストに移動した。キーウェスト移動後は、アメリカ東海岸及び西インド諸島周辺の哨戒活動を行った。
1959年に第4潜水戦隊は大西洋艦隊分散計画の一環として、サウスカロライナ州チャールストン海軍工廠に移動した。1993年2月26日に公表された基地の閉鎖および再編によってチャールストン海軍工廠は閉鎖されることとなり、1995年後半に第4潜水戦隊は非活性化された。チャールストン海軍工廠は1996年4月1日に閉鎖されている。
1997年7月9日に第4潜水戦隊は、コネチカット州ニューロンドン海軍潜水艦基地で再編成され、現在に至る。

## 所属艦
- SSN-760 アナポリス (USS Annapolis, SSN-760)
- SSN-761 スプリングフィールド (USS Springfield, SSN-761)
- SSN-768 ハートフォード (USS Hartford, SSN-768)
- SSN-774 バージニア (USS Virginia, SSN-774)
- SSN-778 ニューハンプシャー (USS New Hampshire, SSN-778)
- SSN-779 ニューメキシコ (USS New Mexico, SSN-779)
- SSN-780 ミズーリ (USS Missouri, SSN-780)
- SSN-781 カリフォルニア (USS California, SSN-781)
- SSN-783 ミネソタ (USS Minnesota, SSN-783)
- SSN-784 ノースダコタ (USS North Dakota, SSN-784)
- SSN-786 イリノイ (USS Illinois , SSN-786)

### 以前の所属艦
1945年～1959年の所属艦
- SS-343 クラマゴア (USS Clamagore, SS-343)
- SS-406 シーポーチャー (USS Sea Poacher, SS-406)
- SS-418 ソーンバック (USS Thornback, SS-418)
- SS-424 クィルバック (USS Quillback, SS-424)
- SS-425 トランペットフィッシュ (USS Trumpetfish, SS-425)
- SS-480 メドレガル (USS Medregal, SS-480)
- SS-481 レクゥイン (USS Requin, SS-481)
- SS-482 アイレックス (USS Irex, SS-482)
- SS-484 オダックス (USS Odax, SS-484)
- SS-522 アンバージャック (USS Amberjack, SS-522)
- AS-16 ハワード・W・ギルモア（英語版） (USS Howard W. Gilmore, AS-16)
- ASR-14 ペトレル（英語版） (USS Petrel, ASR-14)

1959年～1995年の所属艦
- SS-582 ボーンフィッシュ（英語版） (USS Bonefish, SS-582)
- SSN-637 スタージョン (USS Sturgeon, SSN-637)
- SSN-646 グレイリング（英語版） (USS Grayling, SSN-646)
- SSN-653 レイ (USS Ray, SSN-653)
- SSN-660 サンドランス (USS Sand Lance, SSN-660)
- SSN-664 シーデビル (USS Sea Devil, SSN-664)
- SSN-669 シーホース (USS Seahorse, SSN-669)
- SSN-671 ナーワル (USS Narwhal, SSN-671)
- SSN-675 ブルーフィッシュ (USS Bluefish, SSN-675)
- SSN-676 ビルフィッシュ (USS Billfish, SSN-676)
- SSN-681 バットフィッシュ (USS Batfish, SSN-681)
- SSN-686 L・メンデル・リヴァーズ (USS L. Mendel Rivers, SSN-686)
- AS-16 ハワード・W・ギルモア（英語版） (USS Howard W. Gilmore, AS-16)
- AS-18 オリオン（英語版） (USS Orion, AS-18)
- AS-40 フランク・ケーブル（英語版） (USS Frank Cable, AS-40)
- ASR-14 ペトレル（英語版） (USS Petrel, ASR-14)
- ASR-22 オルトラン (USS Ortolan, ASR-22)